# Johel Zelaya
Johel Antonio Zelaya Álvarez (Reitoca, 23 de octubre de 1979) es un abogado hondureño. Desde el 1 de noviembre de 2023 se desempeña como fiscal general de Honduras.

## Biografía
Licenciado en Ciencias Jurídicas y Sociales y abogado por la Universidad Nacional Autónoma de Honduras, inició su carrera como asesor legal externo de la oficina de la Procuraduría General del Ambiente. Posteriormente, se desempeñó como asesor legal de la Empresa Hondureña de Telecomunicaciones (Hondutel) y del Instituto Hondureño de Transporte Terrestre (IHTT). También ha ejercido la abogacía de forma privada.

## Fiscal general de Honduras
Tras no conseguir éxito en su postulación a magistrado de la Corte Suprema de Justicia, en 2023 fue incluido en la nómina de cinco candidatos para convertirse en fiscal general. Sin embargo, tras ser propuesto por diputados oficialistas y una minoría liberal, su candidatura no alcanzó los votos necesarios en el Congreso Nacional. Ante la vacancia provocada tras la salida de Óscar Chinchilla y un parcialmente reconocido interinato de Daniel Sibrián, el 1 de noviembre de 2023 fue juramentado por la Comisión Permanente del Congreso como fiscal general en funciones, hasta que el pleno lo eligiera a él o a otro de los candidatos nominados.
Finalmente, el 28 de febrero de 2024, 110 diputados y diputadas (de 128) aprobaron su designación para el cargo de fiscal general hasta 2029. Su elección fue cuestionada por algunos congresistas como Jorge Cálix, quien denunció un acuerdo irregular de supuesta garantía de impunidad entre el oficialismo y el principal líder del opositor Partido Nacional, Nasry Asfura, quien años atrás había enfrentado un proceso judicial por corrupción en la gestión de Chinchilla como fiscal general. Sin embargo, el 10 de octubre de 2024, el Ministerio Público, ahora bajo órdenes de Zelaya, reabrió la causa penal contra Asfura pese a un fallo de la Sala de lo Penal de la Corte Suprema.